# Івенешть (Молдова)
Івенешть (рум. Ivănești) — село в Ришканському районі Молдови. Входить до складу комуни, адміністративним центром якої є село Алексендрешть.